# لونس (دوندگووی)
لونس (به لاتین: Luus) یک منطقهٔ مسکونی در مغولستان است که در استان دوندگاوی واقع شده‌است. لونس ۳٬۱۶۱ کیلومتر مربع مساحت دارد.